# 格林 (堪薩斯州)
格林（英語：Green）是一個位於美國堪薩斯州克萊縣的城市。

## 地方資料
根據2020年美國人口普查的數據，格林的面積為0.51平方千米，當中陸地面積為0.51平方千米，而水域面積為0.00平方千米。當地共有人口95人，而人口密度為每平方千米186.27人。